# Lumarzo
Lumarzo (ligurisch Lumarsu oder Lûmarso) ist eine italienische Gemeinde in der Metropolitanstadt Genua mit 1418 Einwohnern (Stand 31. Dezember 2023).

## Geographie
Die Gemeinde liegt im Tal Fontanabuona in der Nähe des Baches Lavagna. Die Entfernung zu der ligurischen Hauptstadt Genua beträgt circa 33 Kilometer.
Lumarzo bildet mit weiteren 16 Kommunen die Comunità Montana Fontanabuona.
Nach der italienischen Klassifizierung bezüglich seismischer Aktivität wurde Lumarzo der Zone 4 zugeordnet. Das bedeutet, dass sich die Gemeinde in einer seismisch unbedenklichen Zone befindet.

## Persönlichkeiten
Lumarzo ist der Geburtsort von Natalina Garaventa (1896–1977), die in die USA auswanderte. Als Natalie ("Dolly") Sinatra war sie die örtliche Vorsitzende der Demokratischen Partei in Hoboken, New Jersey und die Mutter von Frank Sinatra.

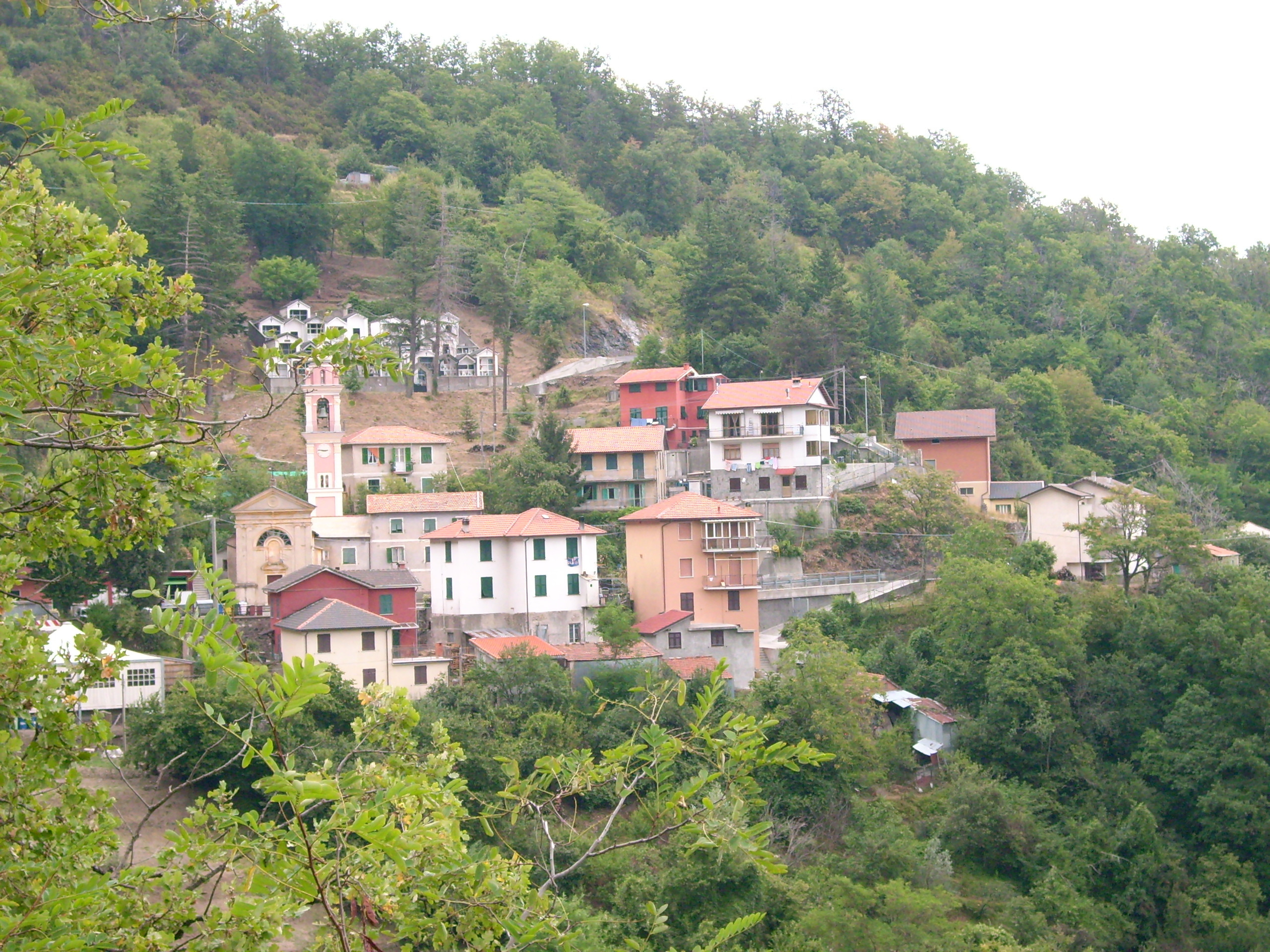
Lumarzo, Ortsteil Boasi